# D.A.N.C.E.
Pour les articles homonymes, voir Dance (homonymie).
Singles de Justice
Waters of Nazareth
(2005) DVNO
(2007)
D.A.N.C.E. est une chanson du duo de musique électronique Justice sortie le 23 avril 2007 en tant que second single de l'album Cross.
Les paroles de ce morceau sont composées de plusieurs titres de chansons de Michael Jackson mis bout à bout. La chanson a été dédiée par le groupe au chanteur.
Un vidéo clip a été tourné. Cette vidéo a été nommée pour les MTV Video Music Award 2007 dans la catégorie Vidéo de l'année. Cette musique a été utilisée pour la publicité télévisée Noos Numericable, diffusée dès août 2007.

## Composition
Le groupe a déclaré être fan de Michael Jackson. Ainsi, la chanson contient, entre autres, des références à P.Y.T. (Pretty Young Thing), Black or White, Working Day and Night, et Whatever Happens mais aussi à la chanson ABC des Jackson Five ou au nom de l'album Music and Me. Les parties vocales sont assurées par une chorale de Londres, qui chante en reprenant la mélodie de fin de Me Against The Music, chanson de Britney Spears en duo avec Madonna,.

## Clip vidéo
Le clip de la chanson a été réalisé par le duo français Jonas et François avec des animations signées So Me. Il fait, par son fond et sa forme, de multiples références à la culture pop. Les deux membres du groupe (Xavier de Rosnay et Gaspard Augé) marchent et les motifs de leurs t-shirts changent constamment (voitures, bouches, sucettes, nombres, lettres et paroles de la chanson). Une référence est aussi faite à la chanson Video Killed the Radio Star du groupe britannique de new wave, Buggles.

## Reprise
Le morceau a été repris au piano par Maxence Cyrin sur l'album Novö piano.

## Liste des pistes
| 1. | D.A.N.C.E. (Radio Edit) | 3:31 |
| 2. | B.E.A.T. (Extended)     | 4:52 |
| 3. | Phantom                 | 4:59 |
| 4. | D.A.N.C.E. (Extended)   | 4:34 |

| 1.  | D.A.N.C.E. (English Radio Edit)                                | 2:30  |
| 2.  | D.A.N.C.E. (Stuart Price Remix)                                | 8:07  |
| 3.  | D.A.N.C.E. (Jackson Remix)                                     | 11:11 |
| 4.  | D.A.N.C.E. (Live Version)                                      | 4:04  |
| 5.  | D.A.N.C.E. (MSTRKRFT Remix)                                    | 4:40  |
| 6.  | D.A.N.C.E. (Alan Braxe & Fred Falke Remix)                     | 5:05  |
| 7.  | D.A.N.C.E. (Feat. Mos Def And Spank Rock [Benny Blanco Remix]) | 3:17  |
| 8.  | D.A.N.C.E. (Blaze's Nightmarish Remix)                         | 4:21  |
| 9.  | D.A.N.C.E. (Charlie Fanclub Remix)                             | 6:04  |
| 10. | D.A.N.C.E. (Ttittsworth Remix)                                 | 3:49  |
| 11. | D.A.N.C.E. (Ed Ward B Dark Remix)                              | 4:03  |

En France, certaines versions du maxi single portaient le titre (Do the) D.A.N.C.E..

## Classement hebdomadaire
| Classement (2007–2008)              | Meilleure position |
| ----------------------------------- | ------------------ |
| Belgique (Flandre Ultratip 100)     | 3                  |
| Belgique (Wallonie Ultratip 50)     | 3                  |
| États-Unis (Bubbling Under Hot 100) | 3                  |
| Finlande (Suomen virallinen lista)  | 20                 |
| Finlande (Suomen virallinen lista)  | 20                 |
| France (SNEP)                       | 11                 |
| Italie (FIMI)                       | 41                 |
| Suisse (Schweizer Hitparade)        | 49                 |
| Royaume-Uni (UK Singles Chart)      | 48                 |
| Royaume-Uni (UK Dance Chart)        | 1                  |

À noter que le single de remixes D.A.N.C.E. (Remixes) s'est classé #90 en France.

## Au cinéma
Sauf indication contraire, les informations mentionnées dans cette section peuvent être confirmées par le générique de fin de l'œuvre audiovisuelle présentée ici, ainsi que par la base de données cinématographiques IMDb,  présente dans la section « Liens externes ».
- 2011 : La Permission de minuit - musique additionnelle

## Jeu vidéo
- 2016 : Forza Horizon 3 - Radio Horizon Pulse
- 2019 :  Life is Strange 2 - Episode 3: Wastelands
- 2021: Emily is Away <3